# Groot-Seminarie (Yogyakarta)
Het Groot-Seminaire in Djokjakarta, was tijdens de Japanse bezetting van Nederlands-Indië in de periode van 9 maart 1942 tot 20 mei  1942 een interneringskamp. Dit gebouw lag in de binnenstad van Jogjakarta, direct ten noorden van de spoorlijn en westelijk van het station (aan de Sultansboulevard). 

## Werkzaamheden
De krijgsgevangenen moesten herstelwerkzaamheden verrichten aan vernielingen op het vliegveld van Magoewo.